# Теодор Даль
Теодор Даль (11 серпня 1858 , Стокгольм  — 3 червня 1897 або 5 червня 1897 , Чепінг, Вестманланд ) — шведський архітектор.

## Життєпис
Теодор Даль був сином архітектора Густафа Даля. Навчався в Академії вільних мистецтв, а також навчався у Європі та США. Пізніше він переїхав до Чепінгу, і приїхав туди як міський архітектор, щоб поставити свій відбиток на новому центрі міста, який був побудований після великої пожежі в 1889 році. Він брав участь у роботі з віллою Lyckholm у Чепінгу та кількох будинків суду, включаючи будинки суду у Колбеці і Ліндесберзі. Однією з останніх його робіт був вокзал в Уттерсберзі, який був відкритий в 1897 році.
Наприкінці свого життя він постраждав від психічних захворювань, викликаних сифілісом, і помер незабаром після того як його поклали до психіатричної лікарні. Він був одружений з письменницею Торою Даль.

## Праці

### Будинки в Чепінгу
- Хижина Кармансбу, 1886—1887
- Apotekshuset, 1889
- Будинок Арпі, 1889

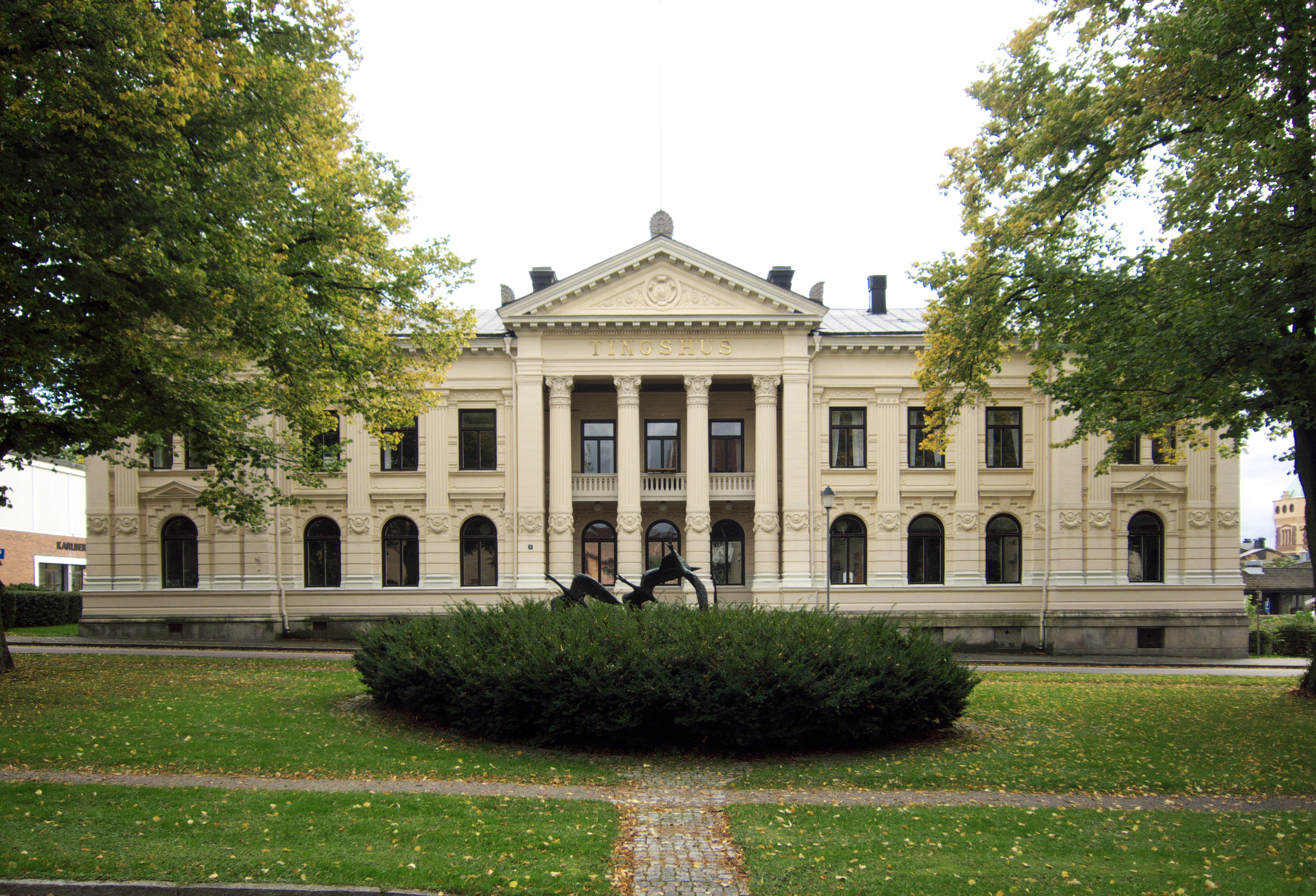
Будинок суду у Чепінгу

- Mälarbanken, Storgatan 8-10. 1890—1892
- Langgatan 6 — Storgatan (Mälarbanken) 1891
- Механічна майстерня Чепінга, 1891—1892.
- Будівля суду, 1892
- Методистська церква

### Будинки в Вестеросі
- Будівля суду
- Läkarvillan в Stallhagen 1895
- Ресторанний павільйон у районі Стадспаркен 1895
- Прибудова до Mälarbanken
- Модельний цех і магазин ASEA в 1896

### Будинки в інших містах
- Sparbank у Арбузі 1894—1897.
- Технічна фабрика Örnen в місті Арбуга.
- Будівля суду в Ліндесберзі 1894 і в Колбеці 1900.
- Будівля вокзалу у Колсві та у Уттерсберзі.

## Галерея

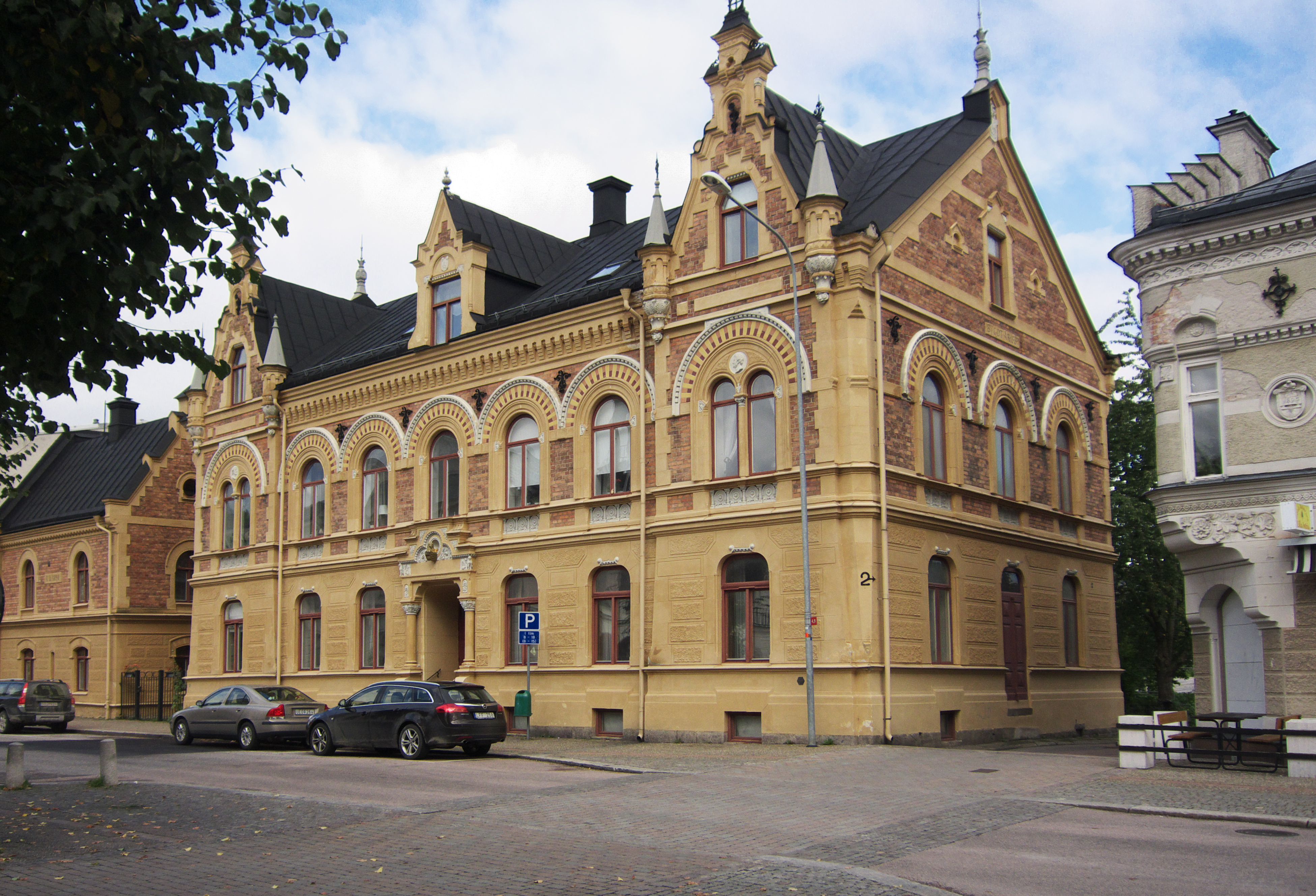
Apotekshuset в Чепінгу
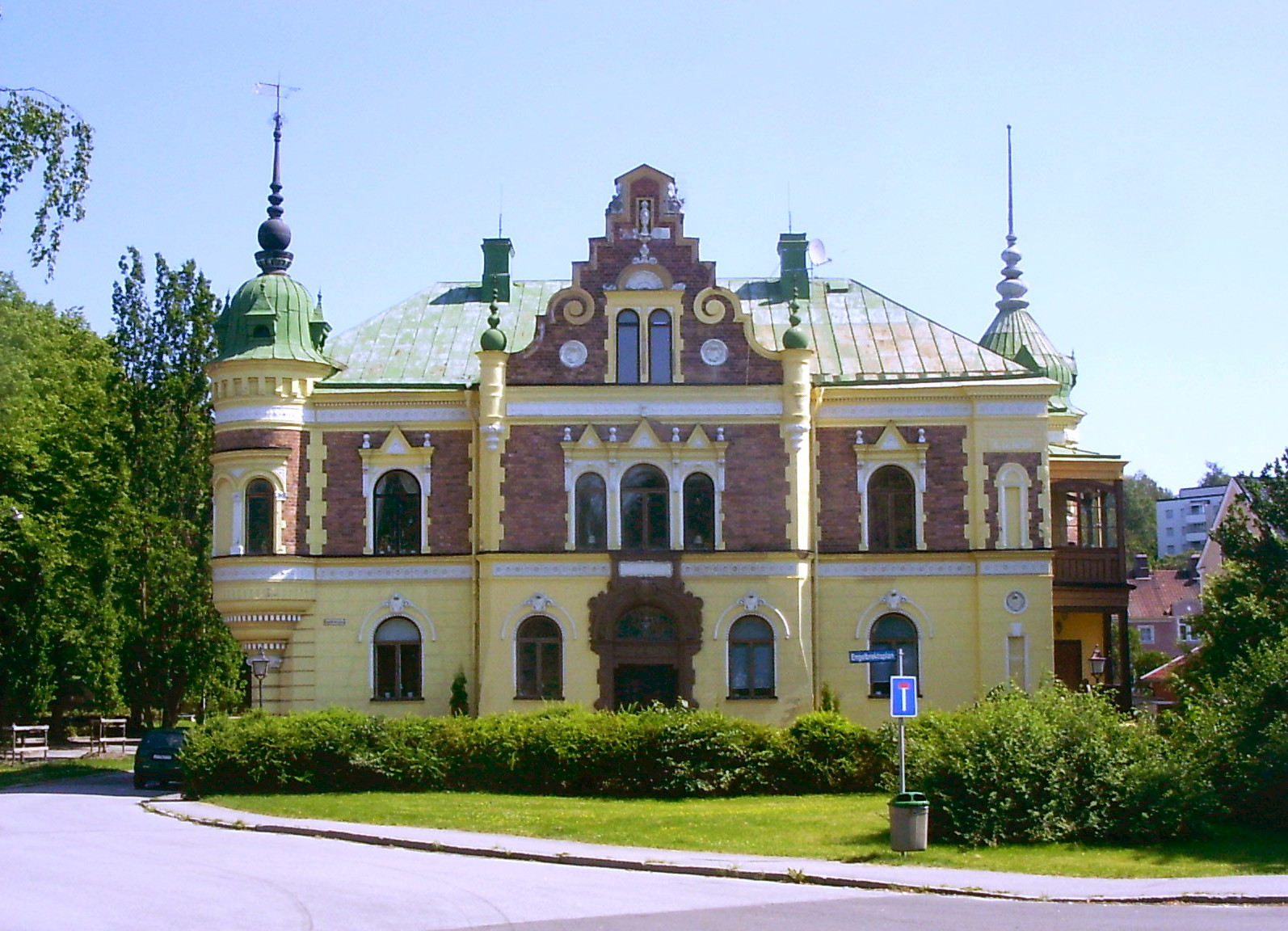
Вілла Lyckholm в Чепінгу
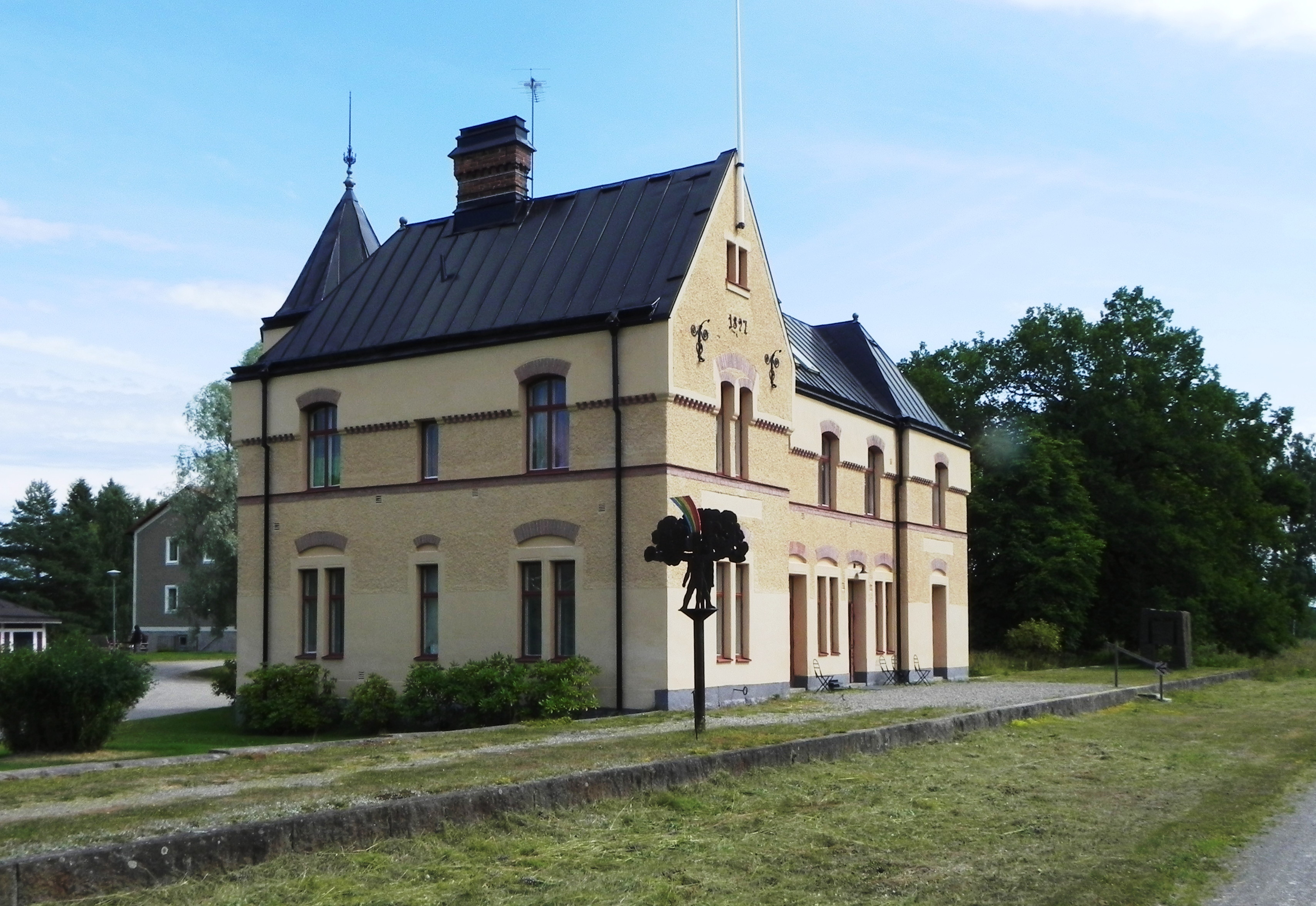
Старий вокзал Уттерсберга
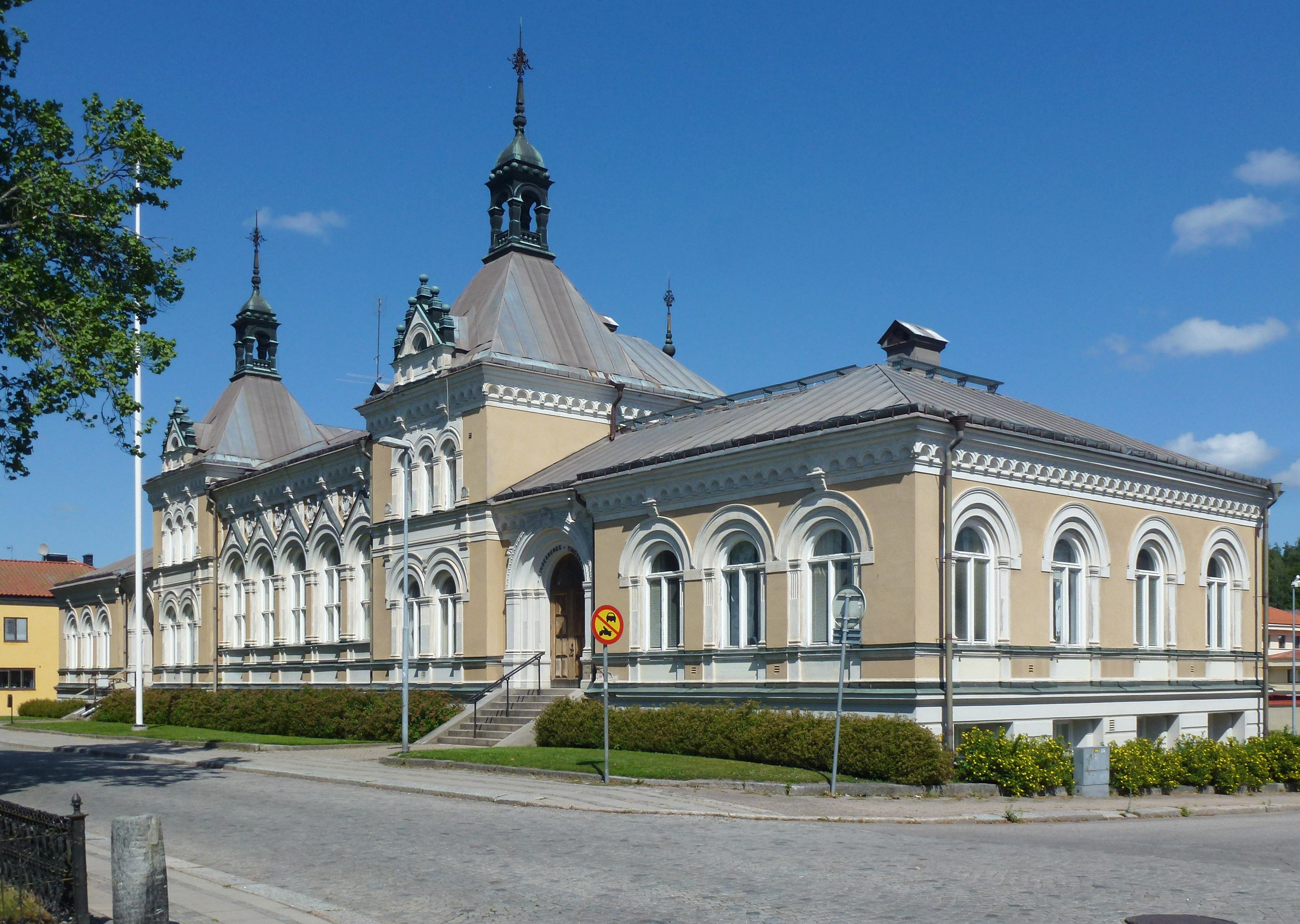
Будинок у Ліндесберзі
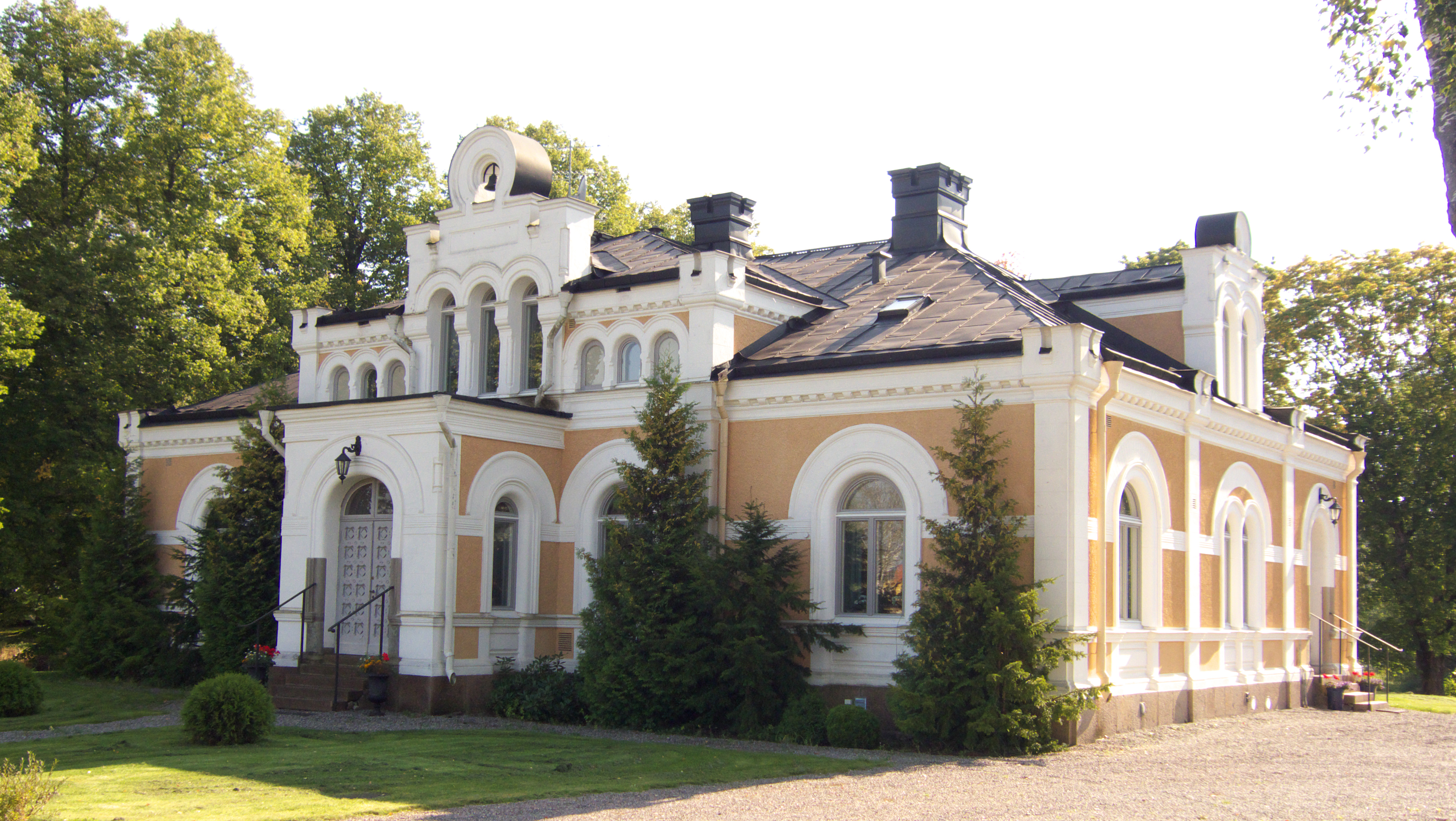
Будинок у Колбеці